# Raimundo Adán López

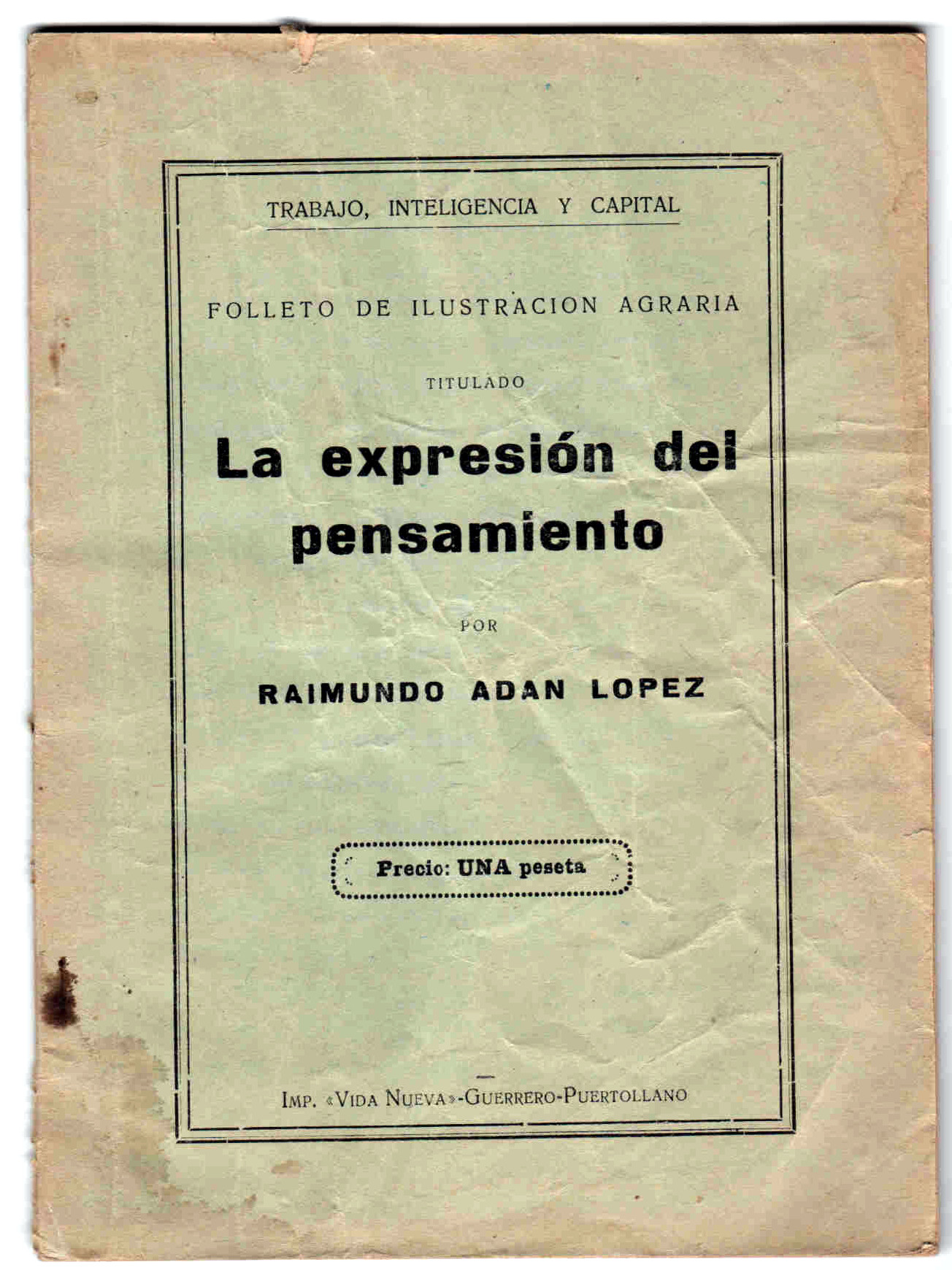
Portada de La Expresión del Pensamiento (1932)

Raimundo Adán López es un escritor y político español del siglo XX.

## Biografía
Nació en El Hoyo (Ciudad Real).
Cofundador del partido político UGIA -Unión General de Industriales y Agricultores- en julio de 1933.
Articulista de opinión y escritor. Su principal obra fue "La Expresión del Pensamiento - Trabajo, inteligencia y capital: Folleto de Ilustración Agraria", un ensayo sobre la actividad agraria en la España de la primera mitad del siglo XX, que fue editado en 1932 por la editorial Vida Nueva.
Procurador de los Tribunales de profesión, ejerció su actividad profesional y política en Madrid, hasta después de la guerra civil española, que regresó a su pueblo de origen, El Hoyo (C.Real) donde compaginó su trabajo como administrador de la compañía minera de la zona, con la actividad política y social en pro de la independencia de aquella aldea de la población de la que dependía administrativamente.
UGIA -Unión General de Industriales y Agricultores-
Partido político que fue fundado el 11 de julio de 1933 por Raimundo Adán López y por José Luis Pando Baura. La sede de UGIA se fijó en la calle Príncipe de Vergara n.º 91 de Madrid. UGIA pretendía aunar los esfuerzos de industriales, agricultores, comerciantes e intelectuales de la época. Una alternativa parlamentaria a los movimientos políticos de ideología marxista, como contribución a la consecución una nueva España.